# Мицар
Мица́р (ζ UMa) — кратная звезда в созвездии Большой Медведицы, вторая от конца «ручки» большого «ковша», Дзета Большой Медведицы. Состоит по крайней мере из четырёх компонентов и находится на расстоянии 78 световых лет от Солнца. Входит в звёздную систему Мицар и Алькор.
Видимая звёздная величина 2,40, спектральный класс A1 V, расстояние около 78 световых лет. Для эпохи J2000.0 прямое восхождение составляет 13ч 23м 55.51с, склонение +54° 55′ 31,4″.

## Этимология
Название происходит от арабского ميزر‎ (ми: зар), что означает «пояс». 

## История изучения
В 1857 году американский астроном Бонд младший (George Phillips Bond) на Гарвардской обсерватории попытался заменить визуальные измерения фотографическими. Ему удалось получить пригодные для измерений снимки двойной звезды Мицар.
В 1889 году Э. Ч. Пикеринг обнаружил, что Мицар A является спектрально-двойной звездой. Таким образом, Мицар стал первой визуально-двойной звездой и первой спектрально-двойной звездой, которая была обнаружена.

## Мицар и Алькор
Люди с хорошим зрением видят рядом с Мицаром ещё одну звезду, называемую Алькор или 80 UMa. Название в переводе с арабского означает «забытая» или «незначительная». Способность видеть Алькор — традиционный способ проверки зрения. Звёздная величина Алькора — 4,02, спектральный класс A5 V. Расстояние между Мицаром и Алькором превышает четверть светового года. Долгое время не удавалось доказать физическое единство системы Алькор—Мицар (близость собственного движения звёзд ещё не означает вхождения в двойную систему); в 2009 году астрономы Рочестерского университета провели более точные измерения и показали, что обе звезды входят в физически связанную систему, состоящую из 6 звёзд. Таким образом, кратная система (Мицар—Алькор) состоит из шести компонентов: две двойные звезды Мицар А и Мицар В, а также лежащая на расстоянии около 0,3 светового года от них двойная звезда Алькор (около 12 угловых минут).
При наблюдении в телескоп Мицар сам по себе виден как двойная звезда, включающая Мицар A и Мицар B. Мицар B имеет звёздную величину 4,0 и спектральный класс A7, расстояние между Мицаром A и Мицаром B — 380 а. е. (15 угловых секунд), период обращения — несколько тысяч лет.

## Интересные факты
Две звезды Мицар и Алькор входят в парный астеризм «Конь и всадник», но эти эпитеты не являются переводом арабских названий звёзд, как часто ошибочно считают.
Существует также легенда, что якобы в Древнем Египте в элитные войска фараона набирали юношей, которые могли различать эти звезды. Это было доказательством, что зрение было достаточно острым. В версиях легенды фигурируют греческие лучники или индейские охотники. Нет подтверждения реальности этих фактов. Кроме того, Мицар и Алькор различимы как отдельные звёзды даже при средней[какой?] остроте зрения, которой обладают люди с миопией до 1 диоптрии без патологий сетчатки.
В честь звезды Алькор получила своё название крупнейшая в мире криофирма.
В арабской литературе утверждается, что только обладающие самым острым зрением могут видеть компаньона Мицара. Арабский лексикограф XIV века Файрузабади назвал его «нашей загадкой», в то время как персидский астроном, географ и писатель XIII века Закария аль-Казвини сказал, что «люди проверяли своё зрение этой звездой».